# لوسي (البقاع)
لوسي هي إحدى القرى اللبنانية من قرى قضاء البقاع الغربي في محافظة البقاع.